# 55e législature de la Chambre des représentants de Belgique
20 juin 2019 - 9 juillet 2024
54e 56e
La 55e législature de la Chambre des représentants de Belgique est la législature qui est issue des élections législatives du 26 mai 2019. Elle est installée le 20 juin 2019.

## Bureau
- Présidente : Eliane Tilieux (PS) remplace (13.10.20) Patrick Dewael (Open Vld)
  - 1re Vice-Présidente : ... remplace Valerie Van Peel (N-VA)
  - 2e Vice-Présidente : Wouter De Vriendt (Ecolo-Groen) remplace Cécile Thibaut (Ecolo-Groen)
  - 3e Vice-Président : Tom Van Grieken (Vlaams Belang) remplace (13.10.20) André Flahaut (PS) remplace (26.09.19) Frédéric Daerden (PS)
    - Membres du bureau :
      - Sander Loones (N-VA)
      - Sophie Wilmès (MR) remplace Kattrin Jadin (11.10.22)
      - Nahima Lanjri (CD&V)
      - Marco Van Hees (PTB)
      - Patrick Dewael (Open Vld)

    - Présidents des groupes politiques
      - Peter De Roover (N-VA)
      - Gilles Vanden Burre (Ecolo-Groen)
      - Ahmed Laaouej (PS)
      - Barbara Pas (Vlaams Belang)
      - Benoît Piedboeuf (MR) remplace (27.10.19) David Clarinval (MR)
      - Servais Verherstaeten (CD&V)
      - Sofie Merckx (PTB) remplace (19.01.22) Raoul Hedebouw (PTB)[1]
      - Maggie De Block (Open Vld) remplace Egbert Lachaert (Open Vld)
      - Melissa Depraetere (sp.a) remplace (01.10.20) Meryame Kitir (sp.a)
      - Catherine Fonck (cdH)

    - Membres associés du bureau
      - Joris Vandenbroucke (sp.a)
      - Georges Dallemagne (cdH)

## Députés (150)
Il y a 61 députés francophones et 89 députés néerlandophones. 

### N-VA -Nieuw-Vlaamse Alliantie(24)
| Nom                                             | En remplacement de | Circonscription                 | Fonction |
| ----------------------------------------------- | --- | ------------------------------- | --- |
| Björn Anseeuw                                   | | Province de Flandre-Occidentale | Affaires sociales, Emploi et Pensions                                                                                          |
| Peter Buysrogge                                 | | Province de Flandre-Orientale   | Président de la Commission Défense nationale Suivi des missions à l'Étranger                                                   |
| Kathleen Depoorter                              | | Province de Flandre-Orientale   | Finances et Budget Santé et Égalité des Chances                                                                                |
| Peter De Roover                                 | | Province d'Anvers               | Chef de groupe N-VA Constitution et Renouveau institutionnel Relations extérieures Concertation                                |
| Sophie De Wit                                   | | Province d'Anvers               | Justice Poursuites |
| Christoph D'Haese                               | | Province de Flandre-Orientale   | Justice |
| Mieke Claes (à partir du 30 juin 2022)          | Joy Donné (du 3 octobre 2019 au 30 juin 2022) Zuhal Demir (le 3 octobre 2019, elle devient ministre dans le gouvernement flamand Jambon) | Province de Limbourg            | Constitution et Renouveau institutionnel Intérieur, Sécurité, Migration et Matières administratives                            |
| Theo Francken                                   | | Province du Brabant flamand     | Défense nationale Suivi des missions à l'Étranger                                                                              |
| Michael Freilich                                | | Province d'Anvers               | Défense nationale Économie, Protection des consommateurs et Agenda numérique                                                   |
| Frieda Gijbels                                  | | Province de Limbourg            | Mobilité, Entreprises publiques et Institutions fédérales Santé et Égalité des Chances                                         |
| Sigrid Goethals (à partir du 17 septembre 2020) | Jan Spooren (devient gouverneur de la Province du Brabant flamand)                                                                       | Province du Brabant flamand     | Affaires sociales, Emploi et Pensions                                                                                          |
| Katrien Houtmeyers                              | | Province du Brabant flamand     | Économie, Protection des consommateurs et Agenda numérique                                                                     |
| Yngvild Ingels                                  | | Province de Flandre-Occidentale | Énergie, Environnement et Climat Intérieur, Sécurité, Migration et Matières administratives                                    |
| Sander Loones                                   | | Province de Flandre-Occidentale | Membre du bureau Constitution et Renouveau institutionnel Finances et Budget Poursuites                                        |
| Koen Metsu                                      | | Province d'Anvers               | Intérieur, Sécurité, Migration et Matières administratives                                                                     |
| Wouter Raskin                                   | | Province de Limbourg            | Mobilité, Entreprises publiques et Institutions fédérales                                                                      |
| Tomas Roggeman                                  | | Province de Flandre-Orientale   | Mobilité, Entreprises publiques et Institutions fédérales                                                                      |
| Darya Safai                                     | | Province du Brabant flamand     | Relations extérieures Déléguée à l'Assemblée parlementaire du Conseil de l'Europe                                              |
| Anneleen Van Bossuyt                            | | Province de Flandre-Orientale   | Économie, Protection des consommateurs et Agenda numérique Énergie, Environnement et Climat Relations extérieures Concertation |
| Yoleen Van Camp                                 | | Province d'Anvers               | Santé et Égalité des Chances                                                                                                   |
| Wim Van der Donckt (à partir du 3 octobre 2019) | Jan Jambon (devient ministre-président dans le gouvernement flamand Jambon)                                                              | Province d'Anvers               | Finances et Budget |
| Valerie Van Peel                                | | Province d'Anvers               | Affaires sociales, Emploi et Pensions                                                                                          |
| Kristien Van Vaerenbergh                        | | Province du Brabant flamand     | Présidente de la Commission Justice                                                                                            |
| Bert Wollants                                   | | Province d'Anvers               | Énergie, Environnement et Climat                                                                                               |

### Ecolo-Groen(21)
| Nom | En remplacement de | Circonscription                   | Fonction |
| --- | --- | --------------------------------- | --- |
| Kim Buyst | | Province d'Anvers                 | Mobilité, Entreprises publiques et Institutions fédérales |
| Kristof Calvo | | Province d'Anvers                 | Constitution et Renouveau institutionnel Finances et Budget Concertation |
| Julie Chanson | | Province de Liège                 | Défense nationale |
| Samuel Cogolati | | Province de Liège                 | Énergie, Environnement et Climat Relations extérieures Suivi des missions à l'Étranger |
| Cécile Cornet (à partir du 1er octobre 2020) | Georges Gilkinet (devient ministre dans le gouvernement fédéral De Croo)                                                         | Province de Namur                 | Affaires sociales, Emploi et Pensions Naturalisations Finances et Budget |
| Barbara Creemers | | Province de Limbourg              | Santé et Égalité des Chances |
| Guillaume Defossé (à partir du 1er octobre 2020) | Tinne Van der Straeten (devient ministre dans le gouvernement fédéral De Croo)                                                   | Région de Bruxelles-Capitale (fr) | Défense nationale Relations extérieures Achats et ventes militaires Pétitions Suivi des missions à l'étranger Règlement et Réforme du travail parlementaire Groupe de travail partis politiques |
| Séverine de Laveleye | | Région de Bruxelles-Capitale (fr) | Relations extérieures Santé et Égalité des Chances |
| Wouter De Vriendt | | Province de Flandre-Occidentale   | Vice-Président de la Chambre Défense nationale Relations extérieures Suivi des missions à l'Étranger                                                                                            |
| Laurence Hennuy (à partir du 3 octobre 2019) | Jean-Marc Nollet (élu coprésident d'Ecolo)                                                                                       | Province de Hainaut               | Santé et Égalité des Chances |
| Claire Hugon (à partir du 1er octobre 2020) | Zakia Khattabi (devient ministre dans le gouvernement fédéral De Croo)                                                           | Région de Bruxelles-Capitale (fr) | Constitution et Renouveau institutionnel Justice |
| Louis Mariage (à partir du 11 mai 2023) | Marie-Colline Leroy (devient secrétaire d'État dans le gouvernement fédéral De Croo à la suite de la démission de Sarah Schlitz) | Province de Hainaut               | Présidente de la Commission Affaires sociales, Emploi et Pensions |
| Simon Moutquin | | Province du Brabant wallon        | Constitution et Renouveau institutionnel Intérieur, Sécurité, Migration et Matières administratives Délégué à l'Assemblée parlementaire du Conseil de l'Europe                                  |
| Sarah Schlitz (devient secrétaire d'État dans le gouvernement fédéral De Croo, le 26 avril 2023 elle démissionne de son poste et redevient députée le 11 mai 2023) | Nicolas Parent (du 1er octobre 2020 au 11 mai 2023)                                                                              | Province de Liège                 | Mobilité, Entreprises publiques et Institutions fédérales Conseil Interparlementaire consultatif du Benelux                                                                                     |
| Eva Platteau (à partir du 12 novembre 2020) | Jessika Soors (devient directrice politique et porte-parole dans le cabinet de la secrétaire d'État Sarah Schlitz)               | Province du Brabant flamand       | Intérieur, Sécurité, Migration et Matières administratives |
| Olivier Vajda (à partir du 23 septembre 2021) | Cécile Thibaut | Province de Luxembourg            | Intérieur, Sécurité, Migration et Matières administratives Mobilité, Entreprises publiques et Institutions fédérales                                                                            |
| Dieter Van Besien | | Province du Brabant flamand       | Finances et Budget |
| Gilles Vanden Burre | | Région de Bruxelles-Capitale (fr) | Chef de groupe Ecolo-Groen Affaires sociales, Emploi et Pensions Économie, Protection des consommateurs et Agenda numérique                                                                     |
| Stefaan Van Hecke | | Province de Flandre-Orientale     | Président de la Commission Économie, Protection des consommateurs et Agenda numérique Justice Poursuites                                                                                        |
| Albert Vicaire | | Province de Hainaut               | Défense nationale |
| Kathleen Pisman (à partir du 25 mai 2022) | Evita Willaert (devient échevine à Gand)                                                                                         | Province de Flandre-Orientale     | Affaires sociales, Emploi et Pensions |

### PS -Parti Socialiste(19)
| Nom                                                 | En remplacement de                                                                          | Circonscription              | Fonction |  |
| --------------------------------------------------- | ------------------------------------------------------------------------------------------- | ---------------------------- | --- |  |
| Khalil Aouasti (à partir du 19 septembre 2019)      | Caroline Désir (devient ministre dans le gouvernement Jeholet de la Communauté française)   | Région de Bruxelles-Capitale | |  |
| Hugues Bayet                                        |                                                                                             | Province de Hainaut          | Défense nationale Finances et Budget |  |
| Malik Ben Achour                                    | Laura Crapanzano (n'a pas siégé, désistement)                                               | Province de Liège            | Énergie, Environnement et Climat Relations extérieures |  |
| Chanelle Bonaventure (à partir du 1er juillet 2021) | Marc Goblet (décès le 16 juin 2021)                                                         | Province de Liège            | Affaires sociales, Emploi et Pensions |  |
| Jean-Marc Delizée                                   |                                                                                             | Province de Namur            | Président de la Commission Mobilité, Entreprises publiques et Institutions fédérales |  |
| André Flahaut                                       |                                                                                             | Province du Brabant wallon   | Défense nationale Relations extérieures Poursuites Suivi des missions à l'Étranger |  |
| Mélissa Hanus                                       |                                                                                             | Province de Luxembourg       | Énergie, Environnement et Climat Mobilité, Entreprises publiques et Institutions fédérales |  |
| Ahmed Laaouej                                       |                                                                                             | Région de Bruxelles-Capitale | Chef de groupe PS Constitution et Renouveau institutionnel Finances et Budget Concertation |  |
| Christophe Lacroix                                  |                                                                                             | Province de Liège            | Défense nationale Économie, Protection des consommateurs et Agenda numérique Relations extérieures Délégué à l'Assemblée parlementaire du Conseil de l'Europe Suivi des missions à l'Étranger |  |
| Leslie Leoni (à partir du 1er octobre 2020)         | Ludivine Dedonder (devient ministre dans le gouvernement fédéral De Croo)                   | Province de Hainaut          | Économie, Protection des consommateurs et Agenda numérique Comité d'avis des questions scientifiques et technologiques                                                                        |  |
| Özlem Özen                                          |                                                                                             | Province de Hainaut          | Présidente de la Commission Constitution et Renouveau institutionnel Justice |  |
| Patrick Prévot                                      |                                                                                             | Province de Hainaut          | Économie, Protection des consommateurs et Agenda numérique Santé et Égalité des Chances |  |
| Hervé Rigot (à partir du 19 septembre 2019)         | Frédéric Daerden (devient ministre dans le gouvernement Jeholet de la Communauté française) | Province de Liège            | |  |
| Daniel Senesael                                     |                                                                                             | Province de Hainaut          | Énergie, Environnement et Climat Intérieur, Sécurité, Migration et Matières administratives                                                                                                   |  |
| Sophie Thémont                                      | Julie Fernandez Fernandez (n'a pas siégé, désistement)                                      | Province de Liège            | Économie, Protection des consommateurs et Agenda numérique |  |
| Éric Thiébaut                                       |                                                                                             | Province de Hainaut          | Intérieur, Sécurité, Migration et Matières administratives |  |
| Éliane Tillieux                                     |                                                                                             | Province de Namur            | Présidente de la Chambre Présidente de la Commission parlementaire de Concertation Présidente de la Commission des Poursuites Santé et Égalité des Chances                                    |  |
| Philippe Tison (à partir du 19 septembre 2019)      | Elio Di Rupo (devient ministre-président du gouvernement wallon)                            | Province de Hainaut          | |  |
| Laurence Zanchetta                                  |                                                                                             | Province de Hainaut          | Justice Mobilité, Entreprises publiques et Institutions fédérales |  |

### VB -Vlaams Belang(18)
| Nom                                           | En remplacement de                 | Circonscription                 | Fonction                                                                                               |
| --------------------------------------------- | ---------------------------------- | ------------------------------- | --- |
| Katleen Bury                                  |                                    | Province du Brabant flamand     | Constitution et Renouveau institutionnel Justice                                                       |
| Steven Creyelman                              |                                    | Province de Flandre-Orientale   | Défense nationale Santé et Égalité des Chances Suivi des missions à l'Étranger                         |
| Ortwin Depoortere                             |                                    | Province de Flandre-Orientale   | Président de la Commission Intérieur, Sécurité, Migration et Matières administratives                  |
| Pieter De Spiegeleer                          |                                    | Province de Flandre-Orientale   | Mobilité, Entreprises publiques et Institutions fédérales                                              |
| Nathalie Dewulf                               |                                    | Province de Flandre-Occidentale | |
| Marijke Dillen                                |                                    | Province d'Anvers               | Justice                                                                                                |
| Erik Gilissen                                 |                                    | Province de Limbourg            | Économie, Protection des consommateurs et Agenda numérique                                             |
| Barbara Pas                                   |                                    | Province de Flandre-Orientale   | Cheffe de groupe Vlaams Belang Constitution et Renouveau institutionnel Concertation Poursuites        |
| Annick Ponthier                               |                                    | Province de Limbourg            | Défense nationale Relations extérieures Suivi des missions à l'Étranger                                |
| Kurt Ravyts                                   |                                    | Province de Flandre-Occidentale | Énergie, Environnement et Climat Finances et Budget                                                    |
| Ellen Samyn                                   |                                    | Province d'Anvers               | Affaires sociales, Emploi et Pensions Relations extérieures                                            |
| Dominiek Sneppe                               |                                    | Province de Flandre-Occidentale | Santé et Égalité des Chances                                                                           |
| Frank Troosters                               |                                    | Province de Limbourg            | Mobilité, Entreprises publiques et Institutions fédérales                                              |
| Tom Van Grieken                               |                                    | Province d'Anvers               | Membre du bureau Président du Vlaams Belang Délégué à l'Assemblée parlementaire du Conseil de l'Europe |
| Joris De Vriendt (à partir du 9 février 2023) | Dries Van Langenhove (démissionne) | Province du Brabant flamand     | Intérieur, Sécurité, Migration et Matières administratives                                             |
| Reccino Van Lommel                            |                                    | Province d'Anvers               | Économie, Protection des consommateurs et Agenda numérique Énergie, Environnement et Climat            |
| Wouter Vermeersch                             |                                    | Province de Flandre-Occidentale | Finances et Budget                                                                                     |
| Hans Verreyt                                  |                                    | Province d'Anvers               | Affaires sociales, Emploi et Pensions                                                                  |

### MR -Mouvement Réformateur(14)
| Nom | En remplacement de                                                      | Circonscription              | Fonction                                                                                           |
| --- | ----------------------------------------------------------------------- | ---------------------------- | -------------------------------------------------------------------------------------------------- |
| Daniel Bacquelaine (ministre dans le gouvernement Wilmès II du 17 mars 2020 au 1er octobre 2020)                                           | Mathieu Bihet (du 17 mars 2020 au 1er octobre 2020)                     | Province de Liège            | Santé et Égalité des Chances                                                                       |
| Christophe Bombled (à partir du 17 mars 2020)                                                                                              | David Clarinval (devient ministre dans le gouvernement Wilmès II)       | Province de Namur            | |
| Emmanuel Burton |                                                                         | Province du Brabant wallon   | Constitution et Renouveau institutionnel Mobilité, Entreprises publiques et Institutions fédérales |
| Michel De Maegd |                                                                         | Région de Bruxelles-Capitale | Relations extérieures                                                                              |
| Denis Ducarme |                                                                         | Province de Hainaut          | Défense nationale Économie, Protection des consommateurs et Agenda numérique                       |
| Sophie Wilmès (devient Première ministre dans le gouvernement Wilmès II, le 14 juillet elle démissionne et reprend son siège au parlement) | Nathalie Gilson (du 17 mars 2020 au 14 juillet 2022)                    | Région de Bruxelles-Capitale | |
| Philippe Goffin |                                                                         | Province de Liège            | Justice Constitution et Renouveau institutionnel                                                   |
| Mathieu Bihet (à partir du 22 septembre 2022)                                                                                              | Kattrin Jadin (démissionne pour candidater à la Cour constitutionnelle) | Province de Liège            | Défense nationale Suivi des missions à l'Étranger                                                  |
| Marie-Christine Marghem |                                                                         | Province de Hainaut          | Présidente de la Commission Finances et Budget Énergie, Environnement et Climat                    |
| Benoît Piedboeuf |                                                                         | Province de Luxembourg       | Chef de groupe MR Finances et Budget                                                               |
| Philippe Pivin (à partir du 5 décembre 2019)                                                                                               | Didier Reynders (devient commissaire européen à la Justice)             | Région de Bruxelles-Capitale | Constitution et Renouveau institutionnel Défense nationale Relations extérieures                   |
| Florence Reuter |                                                                         | Province du Brabant wallon   | Affaires sociales, Emploi et Pensions                                                              |
| Vincent Scourneau (à partir du 14 novembre 2019)                                                                                           | Charles Michel (devient président du Conseil européen)                  | Province du Brabant wallon   | |
| Caroline Taquin |                                                                         | Province de Hainaut          | Affaires sociales, Emploi et Pensions Santé et Égalité des Chances                                 |

### PTB - PVDA -Parti du travail de Belgique - Partij van de Arbeid van België(12)
| Nom                                      | En remplacement de                                                | Circonscription                   | Fonction |
| ---------------------------------------- | ----------------------------------------------------------------- | --------------------------------- | --- |
| Nabil Boukili                            |                                                                   | Région de Bruxelles-Capitale (fr) | Justice Relations extérieures |
| Gaby Colebunders                         |                                                                   | Province de Liège                 | Intérieur, Sécurité, Migration et Matières administratives                                                                                    |
| Greet Daems                              |                                                                   | Province d'Anvers                 | |
| Roberto d'Amico                          |                                                                   | Province de Hainaut               | Président de la Commission Santé et Égalité des Chances (à partir du 31 aout 2023) Économie, Protection des consommateurs et Agenda numérique |
| Steven De Vuyst                          |                                                                   | Province de Flandre-Orientale     | Affaires sociales, Emploi et Pensions |
| Raoul Hedebouw                           |                                                                   | Province de Liège                 | Président du PTB-PVDA Constitution et Renouveau institutionnel                                                                                |
| Sofie Merckx                             |                                                                   | Province de Hainaut               | Chef de groupe PTB-PVDA Santé et Égalité des Chances                                                                                          |
| Peter Mertens                            |                                                                   | Province d'Anvers                 | |
| Nadia Moscufo                            |                                                                   | Province de Liège                 | Défense nationale Suivi des missions à l'Étranger                                                                                             |
| Marco Van Hees                           |                                                                   | Province de Hainaut               | Membre du bureau Finances et Budget Concertation                                                                                              |
| Maria Vindevoghel                        |                                                                   | Région de Bruxelles-Capitale (nl) | Mobilité, Entreprises publiques et Institutions fédérales                                                                                     |
| Robin Bruyère (à partir du 31 aout 2023) | Thierry Warmoes (quitte son mandat pour raisons professionnelles) | Province de Namur                 | Président de la Commission Santé et Égalité des Chances (avant le 31 aout 2023) Énergie, Environnement et Climat                              |

### CD&V -Christen-Democratisch en Vlaams(12)
| Nom                                                                                                 | En remplacement de                                        | Circonscription                 | Fonction                                                       |
| --------------------------------------------------------------------------------------------------- | --------------------------------------------------------- | ------------------------------- | -------------------------------------------------------------- |
| Hendrik Bogaert                                                                                     |                                                           | Province de Flandre-Occidentale | Défense nationale Suivi des missions à l'Étranger              |
| Jan Briers                                                                                          | Pieter De Crem (n'a pas siégé, désistement)               | Province de Flandre-Orientale   | Constitution et Renouveau institutionnel                       |
| Franky Demon                                                                                        |                                                           | Province de Flandre-Occidentale | Intérieur, Sécurité, Migration et Matières administratives     |
| Leen Dierick                                                                                        |                                                           | Province de Flandre-Orientale   | Économie, Protection des consommateurs et Agenda numérique     |
| Nawal Farih                                                                                         |                                                           | Province de Limbourg            | Énergie, Environnement et Climat                               |
| Koen Geens                                                                                          |                                                           | Province du Brabant flamand     | Justice                                                        |
| Nahima Lanjri                                                                                       |                                                           | Province d'Anvers               | Membre du bureau Affaires sociales, Emploi et Pensions         |
| Wouter Beke (devient ministre dans le gouvernement flamand Jambon du 2 octobre 2019 au 16 mai 2022) | Steven Matheï (a siégé du 17 octobre 2019 au 19 mai 2022) | Province de Limbourg            |                                                                |
| Nathalie Muylle                                                                                     |                                                           | Province de Flandre-Occidentale | Santé et Égalité des chances                                   |
| Jef Van Den Bergh                                                                                   |                                                           | Province d'Anvers               | Mobilité, Entreprises publiques et Institutions fédérales      |
| Els Van Hoof                                                                                        |                                                           | Province du Brabant flamand     | Présidente de la Commission Relations extérieures              |
| Servais Verherstraeten                                                                              |                                                           | Province d'Anvers               | Chef de groupe CD&V Finances et Budget Concertation Poursuites |

### Open Vld -Open Vlaamse liberalen en democraten(12)
| Nom | En remplacement de                                                               | Circonscription                 | Fonction |
| --- | -------------------------------------------------------------------------------- | ------------------------------- | --- |
| Maggie De Block (devient ministre dans le gouvernement fédéral Wilmès II du 17 mars 2020 au 1er octobre 2020) | Bram Delvaux (a siégé du 17 mars 2020 au 1er octobre 2020)                       | Province du Brabant flamand     | Cheffe de groupe Open Vld |
| Robby De Caluwé                                                                                               | Mathias De Clercq (n'a pas siégé, désistement)                                   | Province de Flandre-Orientale   | Santé et Égalité des Chances |
| Tania De Jonge (à partir du 17 mars 2020)                                                                     | Alexander De Croo (devient ministre dans le gouvernement fédéral Wilmès II)      | Province de Flandre-Orientale   | |
| Patrick Dewael                                                                                                |                                                                                  | Province de Limbourg            | Président de la Commission de l'Énergie, de l'Environnement et du Climat Constitution et Renouveau institutionnel Comité d'avis chargé des Questions européennes |
| Katja Gabriëls                                                                                                |                                                                                  | Province de Flandre-Orientale   | Justice |
| Egbert Lachaert                                                                                               |                                                                                  | Province de Flandre-Orientale   | Affaires sociales, Emploi et Pensions |
| Christian Leysen                                                                                              |                                                                                  | Province d'Anvers               | Finances et Budget |
| Goedele Liekens                                                                                               |                                                                                  | Province du Brabant flamand     | Relations extérieures |
| Jasper Pillen (à partir du 1er octobre 2020)                                                                  | Vincent Van Quickenborne (devient ministre dans le gouvernement fédéral De Croo) | Province de Flandre-Occidentale | Défense nationale Achats et ventes militaires Suivi des missions à l'étranger                                                                                    |
| Tim Vandenput                                                                                                 |                                                                                  | Province du Brabant flamand     | Défense nationale Intérieur, Sécurité, Migration et Matières administratives Suivi des missions à l'Étranger                                                     |
| Marianne Verhaert                                                                                             |                                                                                  | Province d'Anvers               | Mobilité, Entreprises publiques et Institutions fédérales |
| Kathleen Verhelst                                                                                             |                                                                                  | Province de Flandre-Occidentale | Économie, Protection des consommateurs et Agenda numérique |

### Vooruit(9)
| Nom                                             | En remplacement de                                                    | Circonscription                 | Fonction                                                                           |
| ----------------------------------------------- | --------------------------------------------------------------------- | ------------------------------- | ---------------------------------------------------------------------------------- |
| Melissa Depraetere                              |                                                                       | Province de Flandre-Occidentale | Cheffe de groupe sp.a Économie, Protection des consommateurs et Agenda numérique   |
| Karin Jiroflée                                  |                                                                       | Province du Brabant flamand     | Santé et Égalité des Chances                                                       |
| Bert Moyaers (à partir du 1er octobre 2020)     | Meryame Kitir (devient ministre dans le gouvernement fédéral De Croo) | Province de Limbourg            | Intérieur, Sécurité, Migration et Matières administratives                         |
| Vicky Reynaert (à partir du 17 septembre 2020)  | John Crombez (quitte la politique pour se consacrer à la recherche)   | Province de Flandre-Occidentale | Relations extérieures                                                              |
| Ben Segers (à partir du 19 décembre 2019)       | Yasmine Kherbache (devient juge à la Cour constitutionnelle)          | Province d'Anvers               | Constitution et Renouveau institutionnel Justice Naturalisations                   |
| Joris Vandenbroucke                             |                                                                       | Province de Flandre-Orientale   | Membre associé du bureau Mobilité, Entreprises publiques et Institutions fédérales |
| Gitta Vanpeborgh (à partir du 12 novembre 2020) | Jan Bertels (devient chef de cabinet du ministre Frank Vandenbroucke) | Province d'Anvers               | Finances et Budget                                                                 |
| Anja Vanrobaeys                                 |                                                                       | Province de Flandre-Orientale   | Affaires sociales, Emploi et Pensions                                              |
| Kris Verduyckt                                  |                                                                       | Province de Limbourg            | Défense nationale Énergie, Environnement et Climat Suivi des missions à l'Étranger |

### Les Engagés(5)
Les députés de ce parti n'ont pas de voix délibérative en commission.
| Nom                | En remplacement de | Circonscription              | Fonction                                                  |
| ------------------ | ------------------ | ---------------------------- | --------------------------------------------------------- |
| Josy Arens         |                    | Province de Luxembourg       | Mobilité, Entreprises publiques et Institutions fédérales |
| Georges Dallemagne |                    | Région de Bruxelles-Capitale | Membre associé du bureau Relations extérieures            |
| Catherine Fonck    |                    | Province de Hainaut          | Cheffe de groupe cdH Santé et Égalité des chances         |
| Vanessa Matz       |                    | Province de Liège            | Justice                                                   |
| Maxime Prévot      |                    | Province de Namur            | Président du cdH Défense nationale                        |

### DéFI -Démocrate Fédéraliste Indépendant(2)
| Nom              | En remplacement de | Circonscription              | Fonction |
| ---------------- | ------------------ | ---------------------------- | --- |
| François De Smet |                    | Région de Bruxelles-Capitale | Affaires sociales, Emploi et Pensions Constitution et Renouveau institutionnel Défense nationale Finances et Budget Intérieur, Sécurité, Migration et Matières administratives Relations extérieures                                        |
| Sophie Rohonyi   |                    | Région de Bruxelles-Capitale | Constitution et Renouveau institutionnel Économie, Protection des consommateurs et Agenda numérique Énergie, de l'Environnement et du Climat Justice Mobilité, Entreprises publiques et Institutions fédérales Santé et Égalité des chances |

### Indépendants (2)
| Nom                 | En remplacement de | Circonscription                 | Fonction                                                   |
| ------------------- | ------------------ | ------------------------------- | ---------------------------------------------------------- |
| Emir Kir            |                    | Région de Bruxelles-Capitale    | Intérieur, Sécurité, Migration et Matières administratives |
| Jean-Marie Dedecker |                    | Province de Flandre-Occidentale |                                                            |

## Commissions parlementaires

### Commissions permanentes
- Défense nationale :
  - Président : Peter Buysrogge (N-VA)
  - 1re Vice-présidente : Nadia Moscufo (PTB)
  - 2e Vice-président : Tim Vandenput (Open Vld)
- Justice :
  - Présidente : Kristien Van Vaerenbergh (N-VA)
  - 1er Vice-président : Philippe Pivin (MR) remplace Philippe Goffin (MR)
  - 2e Vice-présidente : Katja Gabriëls (Open Vld)
- Relations extérieures :
  - Présidente : Els Van Hoof (CD&V)
  - 1er Vice-président : Samuel Cogolati (Ecolo-Groen)
  - 2e Vice-présidente : Ellen Samyn (Vlaams Belang)
- Finances et du Budget :
  - Présidente : Marie-Christine Marghem (MR)
  - 1er Vice-président : Joris Vandenbroucke (sp.a)
  - 2e Vice-président : Marco Van Hees (PTB)
- Affaires sociales, de l'Emploi et des Pensions :
  - Présidente : Marie-Colline Leroy (Ecolo-Groen)
  - 1er Vice-président : Jan Spooren (N-VA)
  - 2e Vice-président : Hans Verreyt (Vlaams Belang)
- Constitution et du Renouveau institutionnel :
  - Présidente : Özlem Özen (PS)
  - 1er Vice-président : Katleen Bury (Vlaams Belang)
  - 2e Vice-président : Jan Briers (CD&V)
- Intérieur, Sécurité, Migration et Matières administratives :
  - Président : Ortwin Depoortere (Vlaams Belang)
  - 1er Vice-président : Koen Metsu (N-VA)
  - 2e Vice-président : Caroline Taquin (MR)
- Économie, Protection des consommateurs et Agenda numérique :
  - Président : Stefaan Van Hecke (Ecolo-Groen)
  - 1er Vice-président : Christophe Lacroix (PS)
  - 2e Vice-présidente : Anneleen Van Bossuyt (N-VA)
- Mobilité, Entreprises publiques et Institutions fédérales :
  - Président : Jean-Marc Delizée (PS)
  - 1re Vice-présidente : Kim Buyst (Ecolo-Groen)
  - 2e Vice-président : Tomas Roggeman (N-VA)
- Santé et Égalité des chances :
  - Président : Thierry Warmoes (PTB)
  - 1re Vice-président : Nathalie Muylle (CD&V)
  - 2e Vice-président : Hervé Rigot (PS)
- Énergie, Environnement et Climat :
  - Président : Christian Leysen (Open Vld)
  - 1re Vice-présidente : Mélissa Hanus (PS)
  - 2e Vice-présidente : Séverine de Laveleye (Ecolo-Groen)
- Covid-19
  - Président : Servais Verherstraeten (CD&V)
  - 1re Vice-présidente : Eliane Tillieux (PS)
  - 2e Vice-président : Kristof Calvo (Ecolo-Groen)

### Commissions spéciales
- Comptabilité
  - Président : Patrick Dewael (Open Vld)
  - 1er Vice-président : Benoît Piedboeuf (MR)
  - 2e Vice-président : Wim Van der Donckt (N-VA)
- Naturalisations
  - Président : Patrick Prévot (PS)
  - 1er Vice-président : Dries Van Langenhove (Vlaams Belang)
  - 2e Vice-présidente : Greet Daems (PTB)
- Pétitions
  - Présidente : Sophie De Wit (N-VA)
  - 1er Vice-président : Daniel Senesael (PS)
  - 2e Vice-président : Kris Verduyckt (sp.a)
- Poursuites
  - Président : Patrick Dewael (Open Vld)
  - 1er Vice-président : André Flahaut (PS)
  - 2e Vice-présidente : Barbara Pas (Vlaams Belang)
- Règlement et Réforme du travail parlementaire
  - Président : Patrick Dewael (Open Vld)
  - 1er Vice-président : Emmanuel Burton (MR)
  - 2e Vice-président : Joris Vandenbroucke (sp.a)
- Contrôle des Dépenses électorales et de la Comptabilité des partis politiques
  - Président : Patrick Dewael (Open Vld)
  - Vice-président : Raoul Hedebouw (PTB)
- Comité permanent P et R
  - Président : Patrick Dewael (Open Vld)
  - 1er Vice-président : Philippe Pivin (MR)
  - 2e Vice-présidente : Marijke Dillen (Vlaams Belang)
- Commission parlementaire de Concertation
- Achats et Ventes militaires
  - Président : Steven Creyelman (Vlaams Belang)
  - 1er Vice-président : Albert Vicaire (Ecolo-Groen)
  - 2e Vice-président : Hendrik Bogaert (CD&V)
- Suivi des missions à l'étranger
  - Présidente : Annick Ponthier (Vlaams Belang)
  - Vice-président : Bram Delvaux (Open Vld)
- Commission spéciale COVID-19
  - Président : Robby De Caluwé (Open Vld)
  - 1re Vice-présidente : Laurence Hennuy (Ecolo-Groen)
  - 2e Vice-présidente : Kathleen Depoorter (N-VA)
- Commission spéciale Congo
  - Président : Wouter De Vriendt (Ecolo-Groen)
  - 1er Vice-président : Christophe Lacroix (PS)
  - 2e Vice-président : Jan Briers (CD&V)

### Comités d'avis
- Questions européennes
  - Président : Eliane Tillieux (PS)
- Émancipation sociale
  - Présidente : Karin Jiroflée (sp.a)
  - 1re Vice-présidente : Darya Safai (N-VA)
  - 2e Vice-présidente : Séverine de Laveleye (Ecolo-Groen)

- Questions scientifiques et technologiques
  - Président : Gilles Vanden Burre (Ecolo-Groen)
  - 1re Vice-présidente : Yngvild Ingels (N-VA)
  - 2e Vice-président : Erik Gilissen (Vlaams Belang)

### Sous-commissions
- Cour des comptes :
  - Président : Benoît Piedboeuf (MR)
  - 1er Vice-président : Servais Verherstraeten (CD&V)
  - 2e Vice-président : Christian Leysen (Open Vld)
- Sécurité nucléaire
  - Président : Bert Wollants (N-VA)
  - Vice-président : Eric Thiébaut (PS)

### Groupes de travail
- Partis politiques
  - Président : Thierry Warmoes (PTB)
- Sécurité alimentaire
  - Présidente : Els Van Hoof (CD&V)